# Écoles giottesques
Les écoles giottesques désignent les mouvements artistiques locaux que le peintre Giotto di Bondone a suscités au Trecento lors de son passage dans les villes le menant aux lieux de la production de ses œuvres, et induites par son enseignement ou par son imitation et qui ont donné un classement dans les écoles italiennes de peinture :
- L'école de Rimini
- L'école de Forlì
- L'école romaine
- L'école napolitaine
- L'école lombarde, ou de Milan, ou septentrionale
- L'école ombrienne

## Sources
- (it) Cet article est partiellement ou en totalité issu de l’article de Wikipédia en italien intitulé « Scuola giottesca » (voir la liste des auteurs).